# Élection présidentielle colombienne de 1870
L'élection présidentielle colombienne de 1870, a eu lieu en avril 1870 sous le régime des États-Unis de Colombie pour élire le nouveau président, successeur de Santos Gutiérrez. 
À l'issue du scrutin, c'est le candidat du Parti libéral, Eustorgio Salgar, qui fut élu.    

## Candidats
Les élections de 1870 voient s'opposer 3 candidats : 
- Eustorgio Salgar, libéral
- Tomás Cipriano de Mosquera, libéral modéré
- Pedro Alcántara Herrán, conservateur

## Votants
9 États souverains votent pour ces élections :
- Antioquia
- Bolívar
- Boyacá
- Cauca
- Cundinamarca
- Magdalena
- Panamá
- Santander
- Tolima

## Résultats

### Résultats officiels
| Candidats | Candidats                  | Candidats    | États obtenus | %    |
| --------- | -------------------------- | ------------ | ------------- | ---- |
|           | Eustorgio Salgar           | Libéral      | 5             | 55,5 |
|           | Tomás Cipriano de Mosquera | Modéré       | 3             | 33,3 |
|           | Pedro Alcántara Herrán     | Conservateur | 1             | 11,1 |
| Total     | Total                      | Total        | 9             | 100  |

### Résultats détaillés
| États                          | Candidat soutenu           |
| ------------------------------ | -------------------------- |
| État souverain de Magdalena    | Eustorgio Salgar           |
| État souverain du Panama       | Eustorgio Salgar           |
| État souverain de Cundinamarca | Eustorgio Salgar           |
| État souverain de Santander    | Eustorgio Salgar           |
| État souverain de Boyacá       | Eustorgio Salgar           |
| État souverain de Bolívar      | Tomás Cipriano de Mosquera |
| État souverain de Cauca        | Tomás Cipriano de Mosquera |
| État souverain de Tolima       | Tomás Cipriano de Mosquera |
| État souverain d'Antioquia     | Pedro Alcántara Herrán     |